# Елеонор де Руа
Елеанор (або Елеонора) де Руа, принцеса Конде (фр. Éléonore de Roye;  24 лютого 1535 -  23 липня 1564) — французька аристократка. Вона була старшою дочкою та спадкоємицею Карла, сеньйора (сіра) де Руа та де Муре, графа де Русі. Її мати, Мадлен де Мейлі, пані де Конті , була дочкою Луїзи де Монморансі та зведеною сестрою адмірала Коліньї д'Андело та кардинала де Шатійона. Елеонор була першою дружиною Людовика I де Бурбона, принца де Конде;  вона була невісткою Антуана Наваррського та тіткою короля Генріха IV.
Елеонора успадкувала графство Русі через батька, а Конті - через матір. 22 червня 1551 року вона вийшла заміж за Людовика I де Бурбона, принца де Конде у віці шістнадцяти років , і перевела його до реформаторської (протестантської) віри . У них було вісім дітей, з яких лише двоє, Анрі та Франсуа, мали нащадків.
Під час першої французької громадянської війни, особливо між 1560 і 1563 роками, Елеонор та її мати займалися важливою політичною діяльністю на підтримку свого чоловіка, принца Конде. Два рази, коли Конде був в’язнем ультракатоличної родини Гіз, його дружина та свекруха систематично зміцнювали свої союзи з протестантськими німецькими князями та з Єлизаветою I . Озброївшись цією підтримкою, Елеанор вела переговори листом та безпосереднім контактом з регентом Катериною Медічі; результатом став Амбуазький мир та звільнення її чоловіка .
Вона померла в липні 1564 р. 